# Black Lives Matter Plaza
Black Lives Matter Plaza (officieel: Black Lives Matter Plaza Northwest) was een voetgangersgebied van twee stadsblokken lang op 16th Street NW in Downtown Washington, D.C.. Het plein werd op 5 juni 2020 door burgemeester Muriel Bowser hernoemd, nadat het Department of Public Works de woorden “Black Lives Matter” in gele hoofdletters van 11 meter (35 voet) hoog op de straat had geschilderd. Deze tekst werd aangebracht tijdens de protesten naar aanleiding van de dood van George Floyd die in het land, maar ook in deze stad plaatsvonden.
Op maandag 10 maart 2025 werd begonnen met het verwijderen van de tekst “Black Lives Matter”. Dit gebeurde in opdracht van burgemeester Bowser, nadat de Republikeinse partij had gedreigd miljoenen dollars aan federale steun in te houden. Ook eisen de Republikeinen dat de straat een andere naam krijgt.

## Fotogalerij

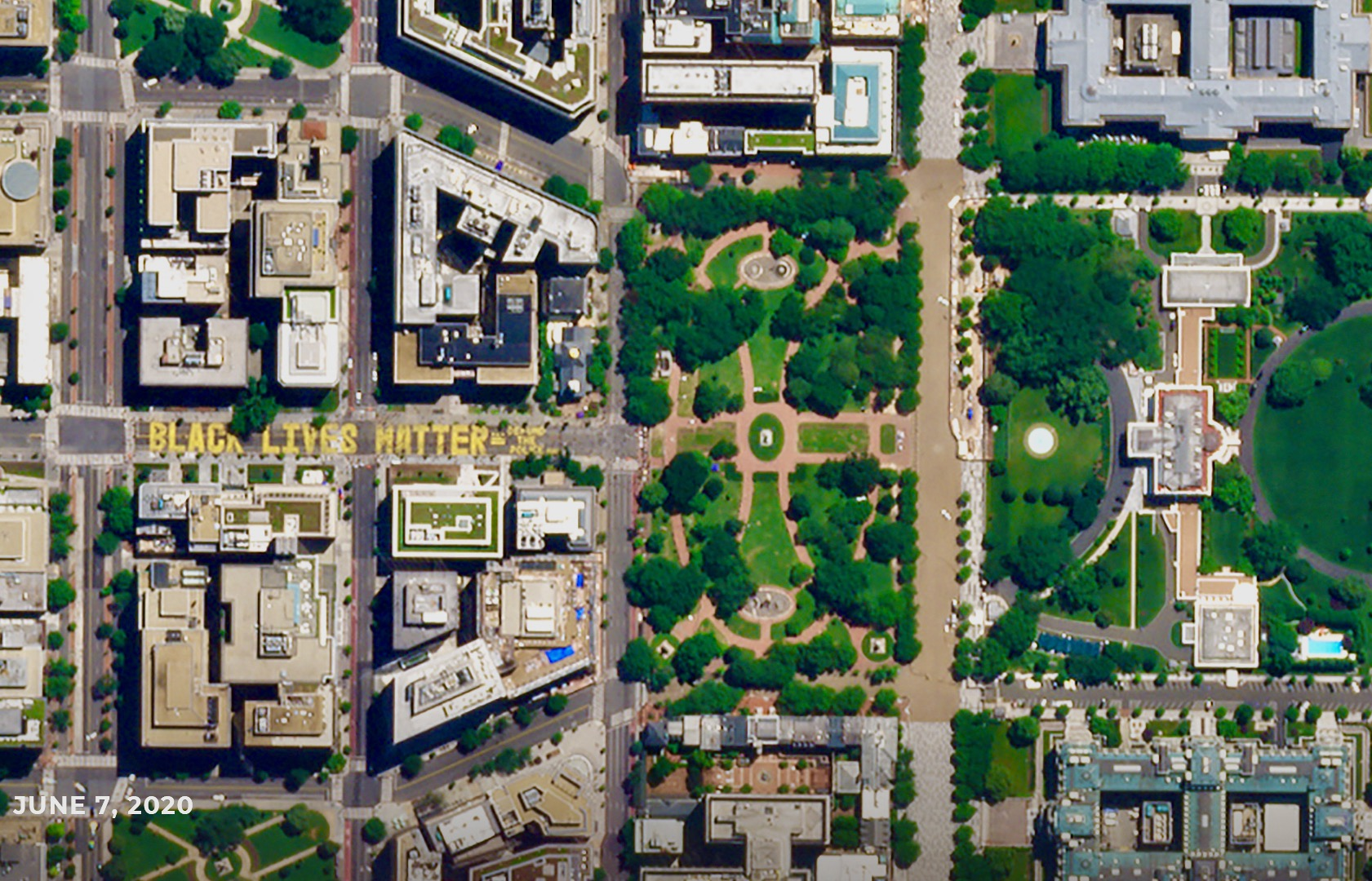
De Black Lives Matter-muurschildering op de weg naar het Witte Huis, gezien door de Planet Labs-satelliet.
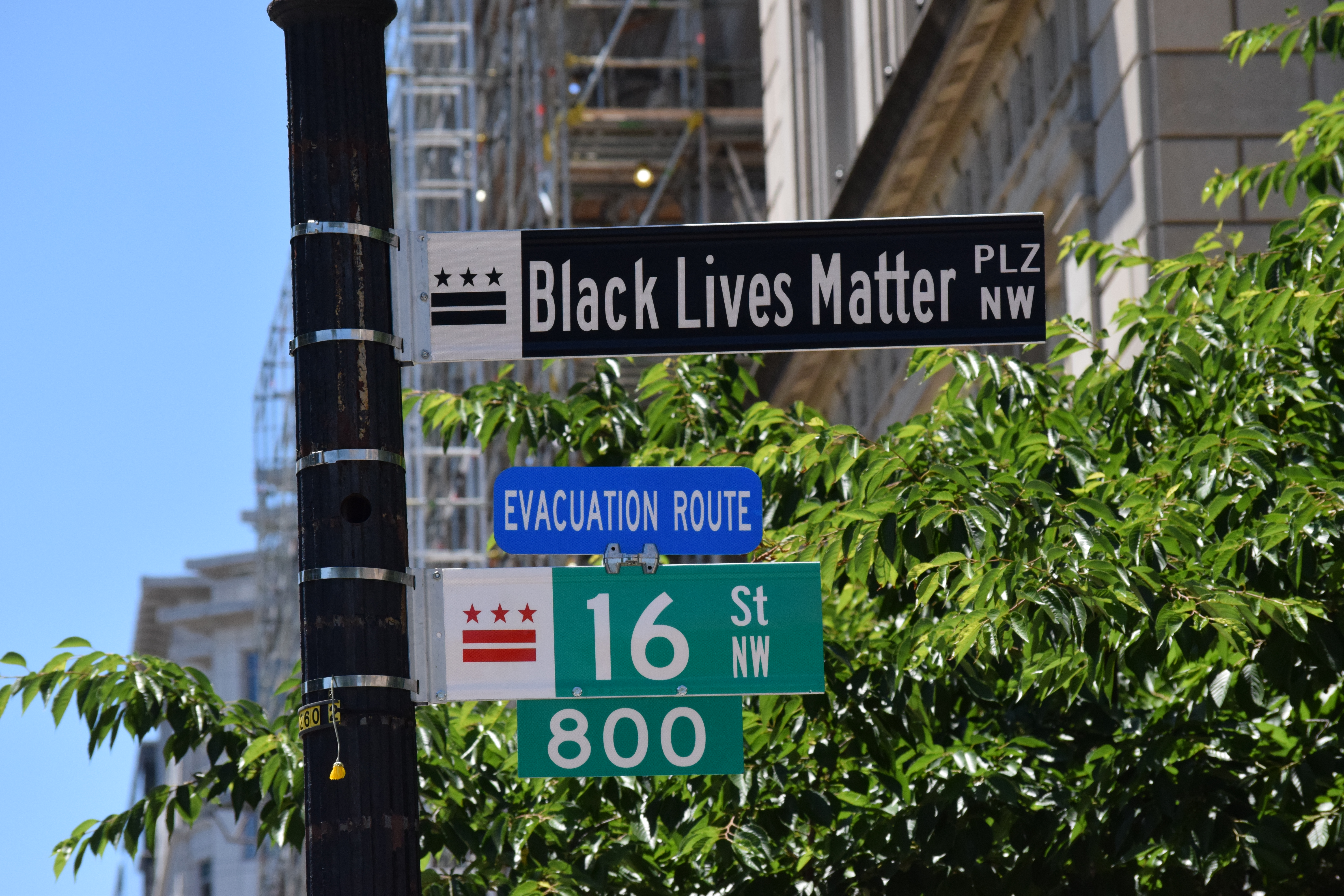
Black Lives Matter Plaza-straatnaambord dat het plein aanduid. De straatnaamborden zijn zwart met witte letters.
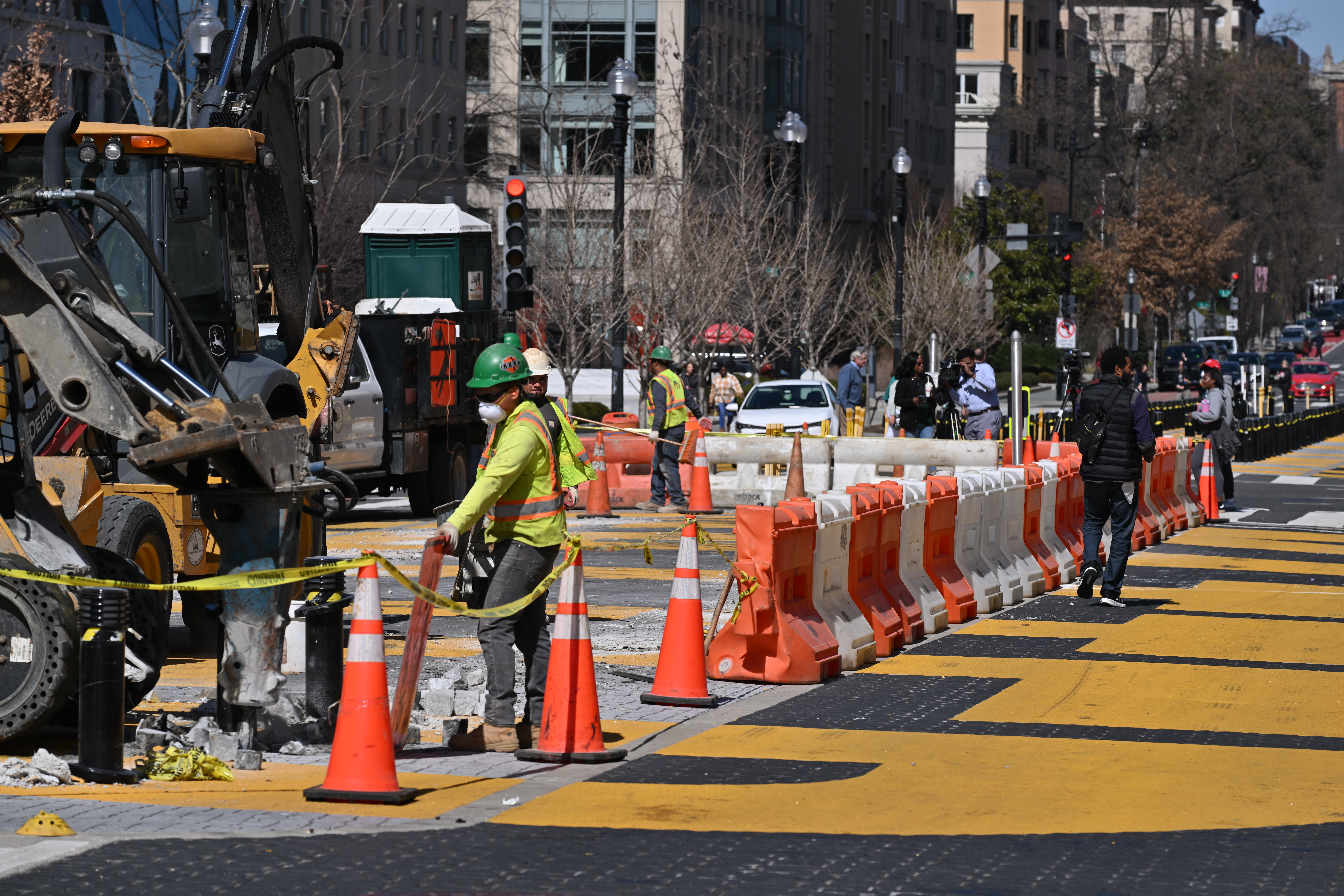
De muurschildering op Black Lives Matter Plaza wordt verwijderd op 10 maart 2025.